# Daniel Guedes
Daniel Guedes da Silva (João Ramalho, 2 aprile 1994) è un calciatore brasiliano, difensore svincolato.

## Caratteristiche tecniche
È un terzino destro.

## Carriera
Cresciuto nelle giovanili del Santos, ha esordito in prima squadra il 30 novembre 2014 in occasione del match vinto 2-0 contro il Botafogo.

## Statistiche

### Presenze e reti nei club
Statistiche aggiornate al 23 marzo 2018.
| Stagione        | Squadra         | Campionato      | Campionato | Campionato | Coppe nazionali | Coppe nazionali | Coppe nazionali | Coppe continentali | Coppe continentali | Coppe continentali | Altre coppe | Altre coppe | Altre coppe | Totale | Totale | Totale |
| Stagione        | Squadra         | Comp            | Pres       | Reti       | Comp            | Pres            | Reti            | Comp               | Pres               | Reti               | Comp        | Pres        | Reti        | Pres   | Reti   |        |
| --------------- | --------------- | --------------- | ---------- | ---------- | --------------- | --------------- | --------------- | ------------------ | ------------------ | ------------------ | ----------- | ----------- | ----------- | ------ | ------ | ------ |
| 2014            | Santos          | A1/SP+A         | 0+2        | 0          | CB              | 0               | 0               |                    | -                  | -                  |             | -           | -           | 2      | 0      |        |
| 2015            | Santos          | A1/SP+A         | 0+18       | 0          | CB              | 3               | 0               |                    | -                  | -                  |             | -           | -           | 21     | 0      |        |
| 2016            | Santos          | A1/SP+A         | 0+2        | 0          | CB              | 3               | 0               |                    | -                  | -                  |             | -           | -           | 5      | 0      |        |
| 2017            | Santos          | A1/SP+A         | 0+16       | 1          | CB              | 0               | 0               | CL                 | 2                  | 0                  |             | -           | -           | 16     | 1      |        |
| 2018            | Santos          | A1/SP+A         | 10+0       | 0          | CB              | 0               | 0               | CL                 | 2                  | 0                  |             | -           | -           | 12     | 0      |        |
| Totale carriera | Totale carriera | Totale carriera | 48         | 1          |                 | 6               | 0               |                    | 4                  | 0                  |             | -           | -           | 58     | 1      |        |